# کاظم‌آباد (کرمان)
کاظِم‌آباد شهری از توابع بخش چترود
شهرستان کرمان در استان کرمان ایران است.